# Brigita Irska
Brigita Irska (Faughart, oko 453. – Kildare, oko 524.), kršćanska redovnica, koju se slavi kao jednu od troje svetaca zaštitnika Irske, zajedno sa sv. Patrikom i sv. Kolumbanom.

## Životopis
Većina podataka o njenom životu temelje se na hagiografiji, koja uglavnom potječe iz 7. stoljeća, a neki podaci o njoj proturječni su. Prema većini inačica, rođena je kao kćer Dubhtacha, poganskog kralja Leinstera i Brocce, piktske kršćanke koja je zarobljena u jednom pljačkaškom pohodu i dovedena na njegov dvor. 
Ime je dobila po irskoj poganskoj božici Brigid. Nakon što joj se otac preobratio na kršćanstvo, osnovala je oko 470., samostan u kojoj se čuvala Knjiga Kildarea. U Kildareu je osnovala umjetničku školu, čuvenu po izdavanju prekrasnih oslikanih rukopisa. Umrla je oko 523., a njene se relikvije čuvaju u Katedrali u Downu. Slavi se kao svetica u Rimokatoličkoj Crkvi 1. veljače, što u keltskim zemljama (Irska i Škotska) predstavlja blagdan pod nazivom Imbolc. Slavi se kao svetica i u Anglikanskoj Crkvi te u pravoslavnim Crkvama, gdje tradicija navodi, da si je iskopala oko kako se ne bi udala protiv svoje volje.